# Dr.まあや
Dr.まあや（どくたー・まあや、1975年6月15日 - ）は、脳神経外科医、ファッションデザイナー。本名、折居 麻綾（おりい まあや）。2016年7月15日に初の書籍「カラフルデブを生きる」セブン＆アイ出版より発売。カロスエンターテイメント 所属。

## 来歴
1975年に東京都で産まれ、岩手県北上市で育つ。祖父が開業医ということもあり、幼い頃から医者になるように言われて育ち、岩手医科大学に現役合格する。大学入学後には脳外科医を目指す。
国家試験に合格後、東京の国立病院を就職のために訪れたが、脳外科は女医の少ない男性社会ということもあってか、門前払いをくらう。その後、慶應義塾大学病院の河瀬斌教授から推薦状をもらい慶應義塾大学病院の医局に就職する。地方病院への出向や研修医を経て、脳外科の専門医としての資格を取得する。
34歳のとき、ファッションデザイナーを目指すことを決心する。慶應義塾大学病院の医局は快く送り出したという。留学資金を確保するために当直医のアルバイトをする傍ら、外国語専門学校に通学して1年。ロンドンのセントラル・セント・マーチンズに入学する。基礎クラスで1年学んだ後、2012年に帰国。
帰国後は、慶應義塾大学病院の関連病院などで脳外科医として働くのと並行で、スタイリストの大園蓮珠 のアシスタントとしても働く。
2013年にはDrまあやデザイン研究所として、事務所を設立する。
2014年9月には初の個展「カラフルデブの挑戦」を開催する。
2015年7月に放映された『家、ついて行ってイイですか?』（テレビ東京）に登場。「絵の具箱をひっくり返したような」と形容される派手な身なりの折居が、実は現役の脳外科医でファッションデザイナーでもあったことで、インターネット上で話題となった。その反響から『アウト×デラックス』（フジテレビ）にもゲスト出演する。
2015年12月には、東京都原宿の「レンタルスペース さくら」にて個展「カラフルデブの修練」を開催する。
2017年現在も脳外科医として北海道釧路市の釧路孝仁会記念病院での休日当直医、東京都小平市のあかしあ脳神経外科の院長としての勤務の傍ら、ファッションデザイナーとしての活動を続けている。
2024年5月にヨコハマフロントタワー内にあるヨコハマフロントクリニックモールにある横浜フロント脳神経外科・泌尿器科の院長に就任した。

## 番組出演
- テレビ東京「家、ついて行ってイイですか?」(2015年7月3日)[6]
- フジテレビ「アウト×デラックス」スタジオゲスト出演　(2015年9月17日)
- 東京MXテレビ「ぷらちなライフ」ゲスト出演　(2016年2月14日)
- テレビ埼玉「ミセスマートTV NEO」(2016年2月20日・27日・3月19日)
- 「肉食女子部」(2016年3月7日)
- 日本テレビ「深イイ話」売れっ子は本当に幸せなのか密着取材(2016年3月28日)
- TBS「NEWSな2人」(2016年5月13日)
- 東京MXTV「5時に夢中!」(2016年5月27日)
- フジテレビ「バイキング」話題のこの人どんな人ゲスト出演(2016年9月)
- 楽天「楽天スーパーライブTV」(2016年)
- テレビ朝日「お願い!ランキング」カズレーザークリニック(2016年10月12日) ゲスト出演
- テレビ朝日「お願い!ランキング」カズレーザークリニック(2016年10月19日) ゲスト出演
- テレビ朝日「はくがぁる」(2016年) ゲスト出演
- TBS「好きか嫌いか言う時間」(2017年1月3日)
- フジテレビ系列 「バディーズ」〜私と大切な仲間たち〜 (2017年3月2日) ゲスト出演
- テレビ埼玉 Dセレクション 「ミセスマートTV・NEO」(2017年2月25日) ゲスト出演
- テレビ埼玉 Dセレクション 「ミセスマートTV・NEO」(2017年3月25日) ゲスト出演
- テレビ埼玉 Dセレクション 「ミセスマートTV・NEO」(2017年4月22日) ゲスト出演

### 新聞・雑誌
- 東京スポーツ「女医のお部屋」インタビュー取材掲載(2015年8月3日)
- 女性自身「シリーズ人間」インタビュー記事掲載(2015年10月20日)

## 著作
- 『カラフルデブを生きる-ネガティブ思考を強みに変える女医の法則40』（2016年7月、セブン&アイ出版、ISBN 978-4860086886）